# Internationaux de Strasbourg 2010
L'Internationaux de Strasbourg 2010 è stato un torneo femminile di tennis giocato sulla terra rossa. È stata la 14ª edizione del torneo che fa parte della categoria International nell'ambito del WTA Tour 2010. Si è giocato al Centre Sportif de Hautepierre di Strasburgo in Francia, 17 al 22 maggio 2010.

## Partecipanti

### Teste di serie
| Giocatrice              | Nazionalità | Ranking* | Testa di serie |
| ----------------------- | ----------- | -------- | -------------- |
| Marija Šarapova         | Russia      | 12       | 1              |
| Elena Vesnina           | Russia      | 34       | 2              |
| Virginie Razzano        | Francia     | 47       | 3              |
| Peng Shuai              | Cina        | 50       | 4              |
| Anabel Medina Garrigues | Spagna      | 54       | 5              |
| Sybille Bammer          | Austria     | 59       | 6              |
| Anastasija Sevastova    | Lettonia    | 60       | 7              |
| Elena Baltacha          | Regno Unito | 62       | 8              |

- Ranking al 10 maggio 2010.

### Altre partecipanti
Giocatrici che hanno ricevuto una Wild card:
- Marija Šarapova
- Pauline Parmentier
- Virginie Razzano
- Kristina Mladenovic

Giocatrici passate dalle qualificazioni:
- Dia Evtimova
- Maria Elena Camerin
- Mariana Duque Mariño
- Sorana Cîrstea

Giocatrici lucky loser:
- Stéphanie Foretz Gacon

## Campionesse

### Singolare
Marija Šarapova ha battuto in finale  Kristina Barrois con il punteggio di 7–5, 6–1

### Doppio
Alizé Cornet /  Vania King hanno battuto in finale  Alla Kudrjavceva /  Anastasija Rodionova con il punteggio di 3–6, 6–4, [10–7]